# Kvinnliga akademiska fotbollsklubben VIRGINIA
Kvinnliga akademiska fotbollsklubben VIRGINIA är en svensk svartvit stumfilm från 1908.
Filmen gjordes av Lundastudenternas karnevalskommitté och premiärvisades den 13 maj på Intima biografteatern i Lund tillsammans med ytterligare fyra filmer. Den skildrar fotbollsklubben VIRGINIA, i vilken studerande kvinnor spelade.